# Dacryodes macrocarpa
Dacryodes macrocarpa är en tvåhjärtbladig växtart som först beskrevs av George King, och fick sitt nu gällande namn av Herman Johannes Lam. Dacryodes macrocarpa ingår i släktet Dacryodes och familjen Burseraceae.

## Underarter
Arten delas in i följande underarter:
- D. m. kostermansii
- D. m. merrillii